# Jesús Gómez
Jesús Gómez Portugal Montenegro (ur. 14 maja 1941 w mieście Meksyk, zm. 25 listopada 2017 tamże) – meksykański jeździec sportowy. Brązowy medalista olimpijski z Moskwy.
Zawody w 1980 były jego jedynymi igrzyskami olimpijskimi. Startował na koniu Massacre. Pod nieobecność sportowców z części krajów tzw. Bloku Zachodniego sięgnął po medal w drużynowym konkursie skoków przez przeszkody.